# Voltinia
Voltinia es un género de mariposas de la familia Riodinidae.

## Descripción
Especie tipo por designación original Esthemopsis (?) radiata Godman y Salvin, 1886.

## Diversidad
Existen 9 especies reconocidas en el género, 2 de ellas tienen distribución neotropical.